# Shantae
Shantae é um jogo eletrônico de plataforma desenvolvido pela WayForward Technologies e publicado pela Capcom para Game Boy Color. Lançado em 2002 por algum certo tempo o jogo se tornou obscuro principalmente após no ano seguinte ser lançado o Game Boy Advance. No entanto seu legado e qualidade gráfica acabou por transformá-lo num clássico cult entre os títulos de toda geração Game Boy. Em 2010 o jogo recebeu uma continuação (Shantae: Risky's Revenge) que logo acabou dando início a uma série de jogos da personagem recebendo mais dois jogos em 2014 para consoles da nova geração.
Em 2023, a sequência Shantae Advance: Risky Revolution foi anunciada para a consola Nintendo Switch, com lançamento previsto para 2024.

## História
A personagem Shantae foi criada por Erin Bell, esposa de Matt Bozon, o criador do jogo. Em 1994, durante o seu noivado, Erin teve um lampejo de inspiração enquanto saia em seus dias de coordenadora de acampamento e criou a personagem, chamando-a "Shantae" após uma das campistas, assim como desenvolveu suas habilidades de dança. Matt depois a perguntou no que iria pensar se ela tivesse que criar um personagem de video game, e ela o introduziu a Shantae. Matt gostou da ideia e elaborou a mitologia e elenco do jogo. Erin imaginou que a personagem poderia invocar ou encantar animais com dança do ventre. Isto iria mais tarde virar a base para as danças de transformação. Matt forneceu duas histórias contraditórias sobre como a ideia para o chicote de cabelo veio a ser; em uma, ele disse ser inspirado pelos 2,70 metros de comprimento do cabelo de sua mulher, enquanto na outra ele afirma que os rabiscos de Erin já continham Shantae usando seu cabelo como uma arma quando ela lhe mostrou o conceito original.
Matt Bozon declarou que suas principais influências para a série de jogos são Castlevania, Aladdin, Mega Man, The Legend of Zelda e anime, principalmente Ranma ½ que ele diz ser uma grande influência, e outros como Nadia: The Secret of Blue Water, filmes de Hayao Miyazaki e Pokémon, assim como desenhos dos anos 80 como DuckTales ou Transformers, enquanto a principal influência de Erin Bozon foi I Dream of Jeannie. A frase característica da franquia, "Ret-2-Go", foi criada por um amigo que a usava continuamente quando eles trabalhavam nos retoques de animação para o filme animadoThe Iron Giant, da Warner Bros., e a expressão se levou para o script como uma piada interna[carece de fontes?]. Matt também elaborou um pouco no desenvolvimento da personagem Sky, que foi inicialmente chamada "Twitch" e tinha uma aparência diferente. Ela foi alterada mais tarde no desenvolvimento, e a personagem original Twitch serivu como base para uma personagem similarmente chamada em Shantae and the Pirate's Curse.
Quando perguntado se a série Shantae foi concebida para propagar valores feministas devido ao seu elenco de mulheres fortes, Matt Bozon reconheceu que gosta de mostrar o mundo de Shantae como tendo as garotas "tocando o show" e não sendo definidas unicamente por suas aparências. Enquanto ele admitiu que a maioria das personagens femininas  têm um design deliberadamente "sexy", e os personagens masculinos seguido mostram uma variedade de fraquezas, ele também disse que simplesmente gosta de apresentar o mundo de Shantae dessa forma "por nenhuma razão em particular", e que é certamente possível que personagens masculinos fortes possam aparecer no futuro da franquia.

## Enredo
O jogo se passa na fictícia terra de Sequin Land, um reino de aspecto árabe com gênios, piratas e criaturas místicas. A protagonista Shantae é uma garota com longos cabelos roxos que é uma "meio-gênio", e possui um cabelo fortemente destrutivo e eficaz em batalhas. A história começa quando sua arquiinimiga Risky Boots ataca a cidade e rouba uma misteriosa máquina ancestral de seu tio Mimic. Em meio a isso Shantae recebe a missão de se aventurar atrás das quatro pedras elementais impedindo de caírem nas mãos de Risky que quer usá-las em seu robô gigante para destruir o reino.

## Personagens
- Shantae: A heroína do jogo, uma jovem garota metade gênio e metade humana. É órfã e mora num farol próximo Scuttle Town, onde reside o seu tio inventor Mimic. Sua principal característica é o seu cabelo roxo em forma de um rabo de cavalo gigante que é a sua arma para combater os inimigos capaz de chicoteá-los com ele. Por ser metade gênio ela tem o poder único de se transformar a cada vez que aprende uma nova dança além de teleporte para cada uma das cidades em Sequin Land. Na história do jogo ela parte numa jornada em busca de atravessar os 4 santuários do reino e impedir que Risky use suas pedras mágicas para dominar o mundo.

- Risky Boots: A capitã pirata arquiinimiga de Shantae e grande vilã do jogo. É uma jovem pirata de corpo definido e roupas curtas como as de Shantae, porém ela é muito arrogante e dominadora. Logo no começo do jogo ela junta de seu exército de Tinkerbats invadem a Scuttle Town e roubam a misteriosa máquina a vapor de Mimic capaz de controlar os elementos. Ela passa o jogo inteiro invadindo os santuários em busca das pedras mágicas, porém sempre fracassa deixando Shantae pegá-las antes dela.

- Tinkerbats: O exército interminável de Risky composto por pequenas criaturas humanoides e silenciosas das sombras semelhantes a piratas. Eles aparecem no começo do jogo sendo os principais inimigos no cenário, facilmente derrotados. Desde então as tais criaturas não voltam aparecer no jogo até o final.

- Mimic: Tio de Shantae e caçador de relíquias que mora em Scuttle Town. Foi o responsável por encontrar a máquina a vapor mística que acaba por ser roubada por Risky no início do jogo. Ele guia Shantae na sua jornada em busca das pedras elementares atravessando os santuários e cidades de Sequin Land.

- Bolo: Um garoto da cidade Water Town, que ajuda Shantae na busca da pedra aquática. Ele é um jovem estúpido e ignorante que vive deixando Shantae nos nervos por sua falta de atenção. Ele tem uma grande paixão e interesse em conquistar garotas (exceto Shantae) incluindo até mesmo a Risky. Ele tem como arma uma bola espinhenta amarrada por um bastão que usa pra abrir a Dribble Fountain.

- Sky: Uma garota da cidade Oasis Town, que ajuda Shantae na busca da pedra terrestre. Ela é uma aliada e velha amiga de infância de Shantae, que é uma caçadora de ovos raros e viaja os desertos com seu mascote Wrench, uma águia. Ela usa Wrench para guiar Shantae até a Golem Mine e ajudá-la a abrir os portões do santuário.

- Rottytops: Uma garota zumbi da Zombie Caravan, que ajuda Shantae na busca da pedra de fogo. Apesar de ser uma zumbi ela é tão jovem, amigável e imperativa quanto Shantae, além de ser uma ótima corredora. Ela desafia Shantae numa disputa, com o acordo de abrir o portão da Cackle Mound, por sinal usando um de seus próprios ossos como chave.

## Jogabilidade
Shantae é um jogo de plataforma e exploração ao estilo de Metroid e Castlevania, o que significa que algumas áreas são de primeira impossível acessar e só pode possivelmente ser alcançado depois de adquirir algumas novas habilidades, que em Shantae vêm na forma de danças que transformam-la em outras criaturas, como um macaco que pode subir até as plataformas mais altas, ou uma harpia que pode voar. Alguns itens também são necessários às vezes. O jogo também apresenta quebra-cabeças e um ciclo de dia / noite, que permite acessar alguns itens só aparecem à noite.
Principal meio de defesa de Shantae é o chicote do cabelo, o que lhe permite esmagar os inimigos, mas ela pode coletar dinheiro para comprar novos ataques, e outros itens com poderes ofensivos ou defensivos.
O jogo também apresenta três mini-jogos: a dança, a uma corrida de uma hora e jogando um dado, que tudo permitem ganhar mais dinheiro.